# Saint-Placide metróállomás
A Saint-Placide egy metróállomás Franciaországban, Párizsban a párizsi metró 4-es metróvonalán. Tulajdonosa és üzemeltetője a RATP.

## Metróvonalak
Az állomást az alábbi metróvonalak érintik:
- 4-es metróvonal

## Kapcsolódó állomások
A metróállomáshoz az alábbi állomások vannak a legközelebb:
- Saint-Sulpice (Porte de Clignancourt, 4-es metróvonal)
- Montparnasse – Bienvenüe (Bagneux–Lucie Aubrac metróállomás, 4-es metróvonal)